# Youssef Nabil

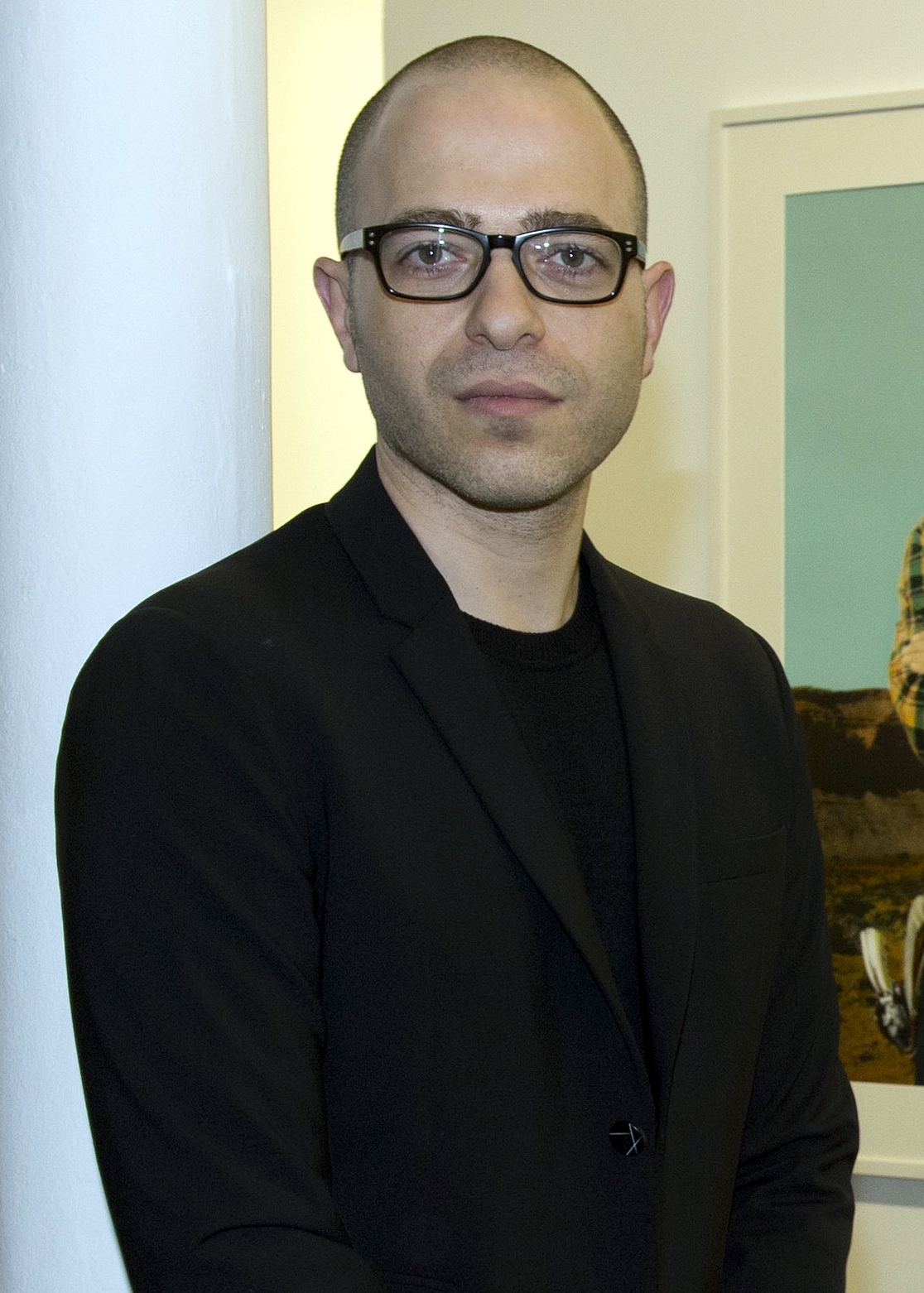
Youssef Nabil

Youssef Nabil (Il Cairo, 6 novembre 1972) è un artista e fotografo egiziano.

## Biografia
Nabil inizia la sua carriera fotografica nel 1992 allestendo dei set, nei quali i suoi amici interpretano melodrammi che ricordano le foto di scena dell'età d'oro del cinema egiziano. 
Più tardi nel 1990, mentre lavora come assistente di fotografi nei migliori studi a New York e Parigi, inizia a fotografare artisti e amici, realizzando ritratti formali, ma anche scatti dove i suoi soggetti sono immersi nel regno dei sogni e del sonno, ai confini della coscienza e lontano dalla loro condizione di personaggi pubblici. 
Al suo ritorno in Egitto nel 1999, sviluppa ulteriormente il suo approccio unico alla fotografia pittorica, con ritratti di scrittori, cantanti e stelle del cinema del mondo arabo. 
Negli ultimi anni, specialmente da quando si è stabilito a Parigi e a New York, ha iniziato a produrre autoritratti che rispecchiano la sua vita dislocata lontano dall'Egitto. In queste scene recenti indugia tra realtà mondane e sogni sereni, tra solitudine e fama, tingendole di sesso e morte.
Molti personaggi sono stati fotografati da Nabil tra cui diversi artisti come Tracey Emin, Gilbert & George, Nan Goldin, Marina Abramović, Louise Bourgeois e Shirin Neshat, cantanti quali Alicia Keys, Sting e Natacha Atlas e diversi attori: Omar Sharif, Faten Hamama, Rossy de Palma, Charlotte Rampling, Fanny Ardant e Catherine Deneuve.
Il lavoro di Nabil è stato presentato in numerose mostre personali e collettive in diverse gallerie e musei tra cui il British Museum, Londra; il Centro de la Imagen, Città del Messico, il North Carolina Museum of Art, Nord Carolina; il BALTIC Centre for Contemporary Art, Newcastle, il Michael Stevenson Gallery, Città del Capo; la Galleria Leme, San Paolo; la Townhouse Gallery, Il Cairo; al Fotofest Houston, Texas, al Centre de Cultura Contemporània di Barcellona, al Institut du Monde Arabe, Parigi; al Savannah College of Art and Design, Savannah; al Kunstmuseum, Bonn; The Third Line Gallery, Dubai, al Volker Diehl Gallery, Berlino; Galerist, Istanbul, Centro Andaluz de Arte Contemporáneo, Siviglia; Aperture Foundation, New York; Palazzo Grassi (2019), Venezia.

## Tematiche
Youssef Nabil osserva la sua vita come se fosse al cinema, guardando e testimoniando ogni minuto del suo film. Egli è affascinato dall'idea che nelle storie del cinema, gli attori giocano un ruolo in cui nulla è reale, se muoiono nel film in realtà non muoiono nella vita reale. 
Quando si rende conto, come un bambino, che molte delle sue star del cinema preferite sono morte, nasce in lui il desiderio di incontrare quelli che sono ancora in vita e di immortalarli nelle sue foto, prima sia troppo tardi. Così facendo, dà vita ad una realtà immaginaria, che riflette sia sui paradossi del Medio Oriente nel nostro tempo, sia sulle fantasie e la stravaganza delle stelle del cinema egiziano nella cosmopolita Il Cairo degli anni pre-rivoluzionari.

## Tecnica
La tecnica distintiva di Nabil, quella di colorare a mano le stampa fotografiche alla gelatina d'argento, elimina i difetti della realtà e ricorda il periodo d'oro del cinema egiziano. Nabil sconvolge le nozioni dominati della fotografia a colori e della pittura, così come le supposizioni circa l'estetica associata all'arte e quella identificati con la cultura popolare. Il suo particolare medium evoca un senso di nostalgia che permette alle sue fotografie di oscillare tra il nostro tempo e quello di un'altra epoca.

## Film
Nel 2010 Youssef Nabil ha scritto, prodotto e diretto il suo primo film You Never Left, un corto di 8 minuti, con gli attori Fanny Ardant e Tahar Rahim.

## Mostre

### Mostre personali
- 2012 Youssef Nabil, Maison Européeene de la Photographie, Parigi, Francia.
- 2011 You Never Left, Nathalie Obadia Gallery, Parigi, Francia.
- 2010 Youssef Nabil, Yossi Milo Gallery, New York, Stati Uniti d'America
- 2010 I Live Within You, Savannah College of Art and Design-SCAD, Savannah, Stati Uniti d'America.
- 2009 Youssef Nabil, GALERIST, Istanbul, Turchia.
- 2009 I Live Within You, Savannah College of Art and Design-SCAD, Atlanta, Stati Uniti d'America.
- 2009 I Won't Let you Die, Villa Medici, Roma, Italia.
- 2009 I Will Go to Paradise, The Third Line Gallery, Dubai, Emirati Arabi Uniti.
- 2009 Youssef Nabil, Volker Diehl Gallery, Berlino, Germania.
- 2008 CINEMA, Michael Stevenson Gallery, Città del Capo, Sudafrica.
- 2007 Sleep in my arms, Michael Stevenson Gallery, Città del Capo, Sudafrica.
- 2007 Portraits / Self portraits, The Third Line Gallery, Dubai, Emirati Arabi Uniti.
- 2005 Realities to Dreams, Townhouse Gallery of Contemporary Art, Cairo, Egitto.
- 2003 Pour un Moment d'Éternité, Rencontres Internationales de la Photographie, Arles, Francia.
- 2001 Obsesiones, Centro de la Imagen, Città del Messico, Messico.
- 2001 Youssef Nabil, Townhouse Gallery of Contemporary Art, Il Cairo, Egitto.
- 1999 Premiere, Cairo-Berlin Art Gallery, Il Cairo, Egitto.

### Mostre collettive
- 2011 Of Women's Modesty and Anger, Boghossian Foundation, Bruxelles, Belgio.
- 2010 Told, Untold, Retold, Mathaf Arab Museum of Modern Art, Doha, Qatar.
- 2010 Portraits, Galerie Nathalie Obadia, Bruxelles, Belgio.
- 2009 Unconditional Love, Biennale di Venezia - 53ª Mostra Internazionale d'Arte, Venezia, Italia.
- 2009 ARABESQUE, Arts of The Arab World, The Kennedy Center, Washington, Stati Uniti d'America.
- 2008 Far From Home, North Carolina Museum of Art NCMA, Carolina del Nord, Stati Uniti d'America.
- 2008 Portraits II, Galeria Leme, San Paolo, Brasile.
- 2008 Last of the Dictionary Men, BALTIC Centre for Contemporary Art, Newcastle, Gran Bretagna.
- 2008 Disguise, Michael Stevenson Gallery, Città del Capo, Sudafrica.
- 2008 Regards des Photographes Arabes Contemporains, Musée National d'Art Moderne et Contemporain MNAMC, Algeri, Algeria.
- 2008 Perfect Lovers, Art Extra, Johannesburg, Sudafrica.
- 2007 Gegenwart aus Jahrtausenden, Zeitgenössische Kunst aus Ägypten, Kunstmuseum, Bonn, Germania.
- 2007 Dialogues Méditerranéens, Saint-Tropez, Francia.
- 2006 Arabiske Blikke, GL Strand Museum, Copenaghen, Danimarca.
- 2006 Word into Art, British Museum, Londra, Gran Bretagna.
- 2006 Images of the Middle East, Danish Center for Culture and Development, Copenaghen, Danimarca.
- 2006 19 miradas. Fotógrafos árabes contemporáneos, Centro Andaluz de Arte Contemporáneo, Siviglia, Spagna.
- 2005 Regards des Photographes Arabes Contemporains, Institut du Monde Arabe, Parigi, Francia.
- 2005 Nazar, Photographs from the Arab World, The Aperture Foundation Gallery, New York, Stati Uniti d'America.
- 2005 L'Égypte, Saline Royale d'Arc et Senans, Francia.
- 2005 Arab Eyes, FotoFest Houston, Texas, Stati Uniti d'America.
- 2004 Nazar: Noorderlicht, The Fries Museum, Leeuwaarden, Paesi Bassi.
- 2004 Rites sacrés, Rites profanes: Zeitgenossiche Afrikanische Fotographie, Kornhausforum, Berna, Svizzera.
- 2004 Staged Realities: Exposing the Soul in African Photography 1870-2004, Michael Stevenson Contemporary Gallery, Città del Capo, Sudafrica.
- 2004 Bamako 03: Contemporary African Photography, Centre de Cultura Contemporània de Barcelona MACBA, Barcellona, Spagna.
- 2003 Rites sacrés, Rites profanes, Rencontres Africaines de la Photographie, Bamako, Mali.

## Premi
Nel 2003 Nabil vince il premio Seydou Keita per la ritrattistica, all'interno della Biennale di Fotografia Africana a Bamako.

## Pubblicazioni
- Youssef Nabil I Live Within You, SCAD; Stati Uniti, 2010
- Youssef Nabil, I won't let you die, Hatje Cantz, Germania, 2008/200
- Youssef Nabil, Poggiali e Forconi, Italia, 2009
- Youssef Nabil Portraits/Self Portraits, The Third Line, Dubai, 2007
- Youssef Nabil portraits, The third Line, Dubai, 2005
- Youssef Nabil, Townhouse Gallery, Il Cairo, 2002
- Youssef Nabil Obsesiones, Centro de la Imagen, Città del Messico, 2001/2002
- Youssef Nabil Première, Cairo Berlin Gallery, Il Cairo, 1999